# Le Patriote (film, 1938)
Pour les articles homonymes, voir Le Patriote.
Pour plus de détails, voir Fiche technique et Distribution.
Le Patriote est un film français réalisé par Maurice Tourneur sorti en 1938. C'est le remake du film d'Ernst Lubitsch de 1928.

## Synopsis
Le chancelier Pahlen, devant la conduite du tsar Paul Ier, monte une conspiration pour le destituer, à l'aide du tsarévitch Alexandre. Mais le tsar refusera finalement d'abdiquer et meurt assassiné.

## Fiche technique
- Titre original : Le Patriote
- Réalisation : Maurice Tourneur
- Assistant : Jacques Tourneur  (non crédité)
- Scénario : Oscar Ray, Arnold Lipp, Max Maret d'après le roman éponyme d'Alfred Neumann
- Dialogues : Henri Jeanson
- Décors : Ivan Lochakoff, Vladimir Meingard
- Costumes : Boris Bilinsky
- Photographie : Louis Née, Armand Thirard
- Montage : Roger Mercanton, Mauricette Bonnot
- Musique : Jacques Ibert
- Production : Nicolas Farkas
- Société de production : Société des Productions Cinématographiques F.C.L.
- Société de distribution : Films Sonores Tobis
- Pays de production :  France
- Langue originale : français
- Format : noir et blanc — 35 mm — 1,37:1 — son Mono
- Genre : drame historique
- Durée : 97 minutes
- Date de sortie : France : 6 juin 1938
- Affiche : René Péron (France)

## Distribution
- Harry Baur : le tsar Paul Ier
- Pierre Renoir : Pahlen
- Suzy Prim : Anna Ostermann
- Jacques Varennes : Panine
- Elmire Vautier : la tsarine
- Nicolas Rimsky : Yocov
- André Carnège : Zoubov
- Fernand Mailly : l'amiral
- Jacques Mattler : le commandant disgracié
- Robert Seller : Narichkine
- André Varennes : le ministre de la guerre
- Paula Clère : l'espionne
- Gérard Landry : le tsarévitch
- Colette Darfeuil : Lopouchina
- Josette Day : la comtesse Nadia Kirsanova, lectrice de la tsarine
- Geller
- Victor Vina